# クニペックス

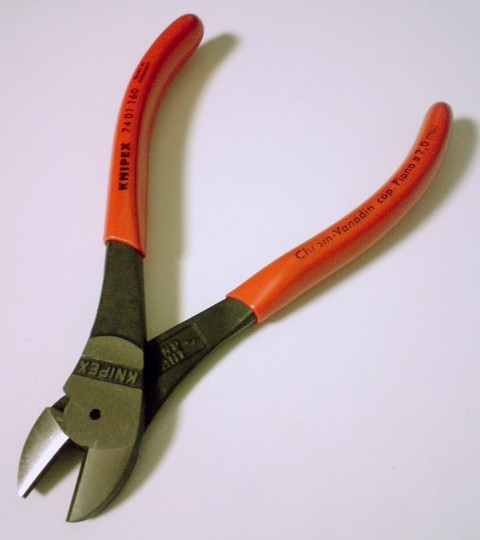
硬線ニッパー

クニペックス（Knipex ）はドイツのヴッパータールに本拠を置く工具メーカー。プライヤー、ニッパー、プライヤーレンチ、絶縁工具の製造を手がける。創業は1882年。現在4代目が経営しており、他者資本から独立した家族経営会社である。